# Hurritische Religion

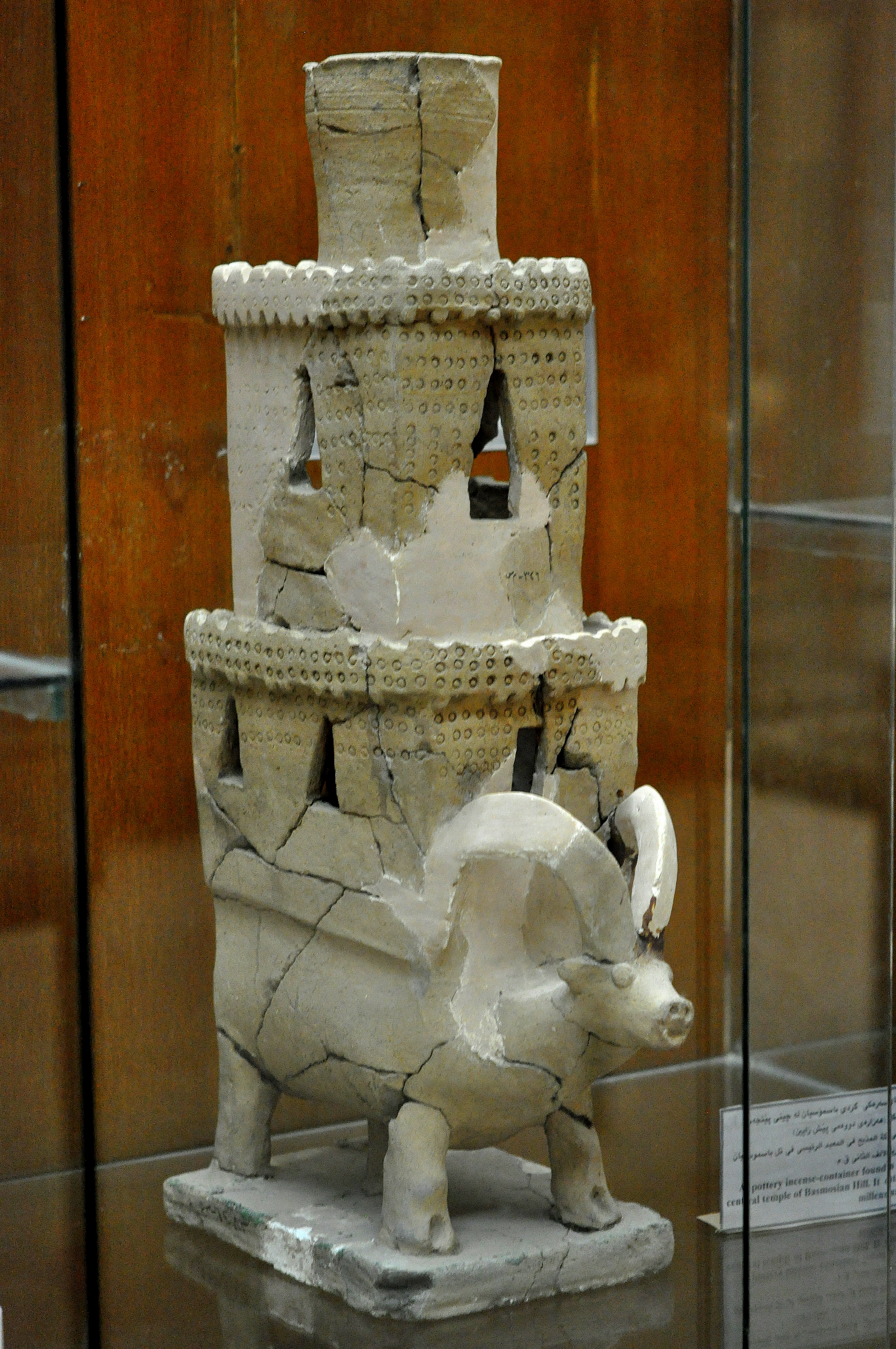
Hurritisches Räuchergefäß

Die Hurritische Religion ist die polytheistische Religion der Hurriter, eines bronzezeitlichen Volkes des Alten Orients. Da diese ein weites Gebiet besiedelten, gibt es Unterschiede, besonders zwischen den Osthurritern um Nuzi und Arrapḫa einerseits und den Westhurritern in Syrien und Kleinasien andererseits. Ab dem 14. Jahrhundert v. Chr. übte die hurritische Religion einen starken Einfluss auf die Hethitische Religion aus, und im bedeutenden hethitischen Felsheiligtum Yazılıkaya aus dem 13. Jahrhundert v. Chr. wurde das hurritische Pantheon abgebildet.

## Überlieferung
Die Quellen bezüglich hurritscher Religion sind mannigfaltig und regional recht unterschiedlich. Die ältesten Zeugnisse stammen aus Urkeš und können ins 3. Jahrtausend v. Chr. datiert werden.
Am reichhaltigsten ist das Material aus den hethitischen Archiven der hethitischen Hauptstadt Ḫattuša, wobei ein Teil der Texte auf hurritisch ist, ein Teil aber ins Hethitische übersetzt wurde. Aus Ugarit sind in der ugaritischen Konsonantenschrift mehrere hurritische Ritualtexte erhalten, die zu einem großen Teil aus Götterlisten bestehen. Der auf hurritisch verfasste Mittanibrief von König Tušratta und Staatsverträge geben Aufschluss über die hurritisch geprägte Religion des Mittanireiches. Auch die Archive einzelner syrischer Städte wie Emar, Mari und Alalaḫ enthalten hurritische Texte. Bei den Osthurritern ist das Material ungleich geringer und anhand der Texte können nur einzelne Stadtpanthea erschlossen werden.

## Götterglaube

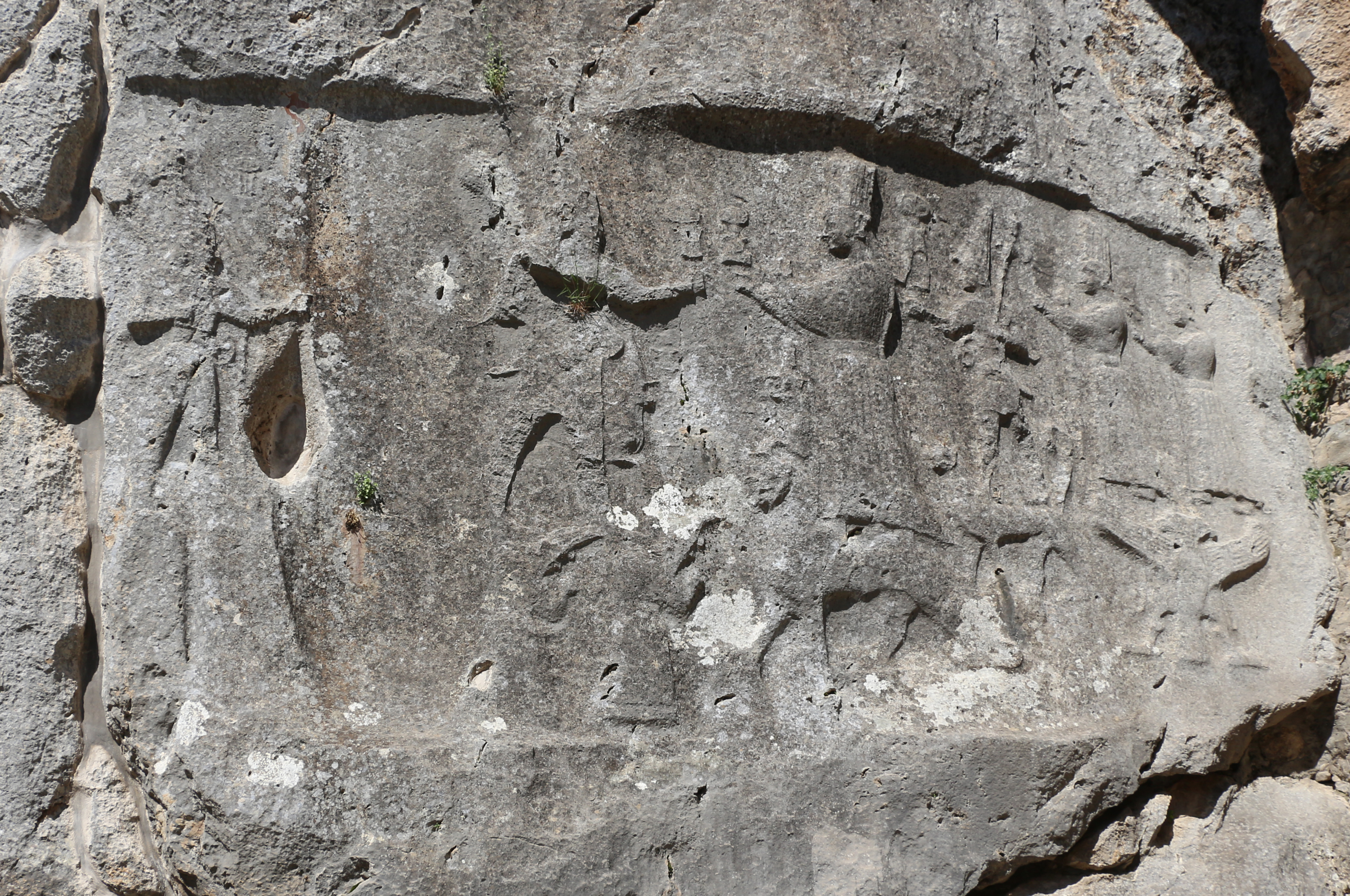
Die westhurritische Götterfamilie mit Tašmiš, Teššub, Ḫebat, Šarrumma, Allanzu und Kunzišalli. Felsheiligtum von Yazılıkaya.

Die Hurriter verehrten eine große Anzahl an Göttern, die aus verschiedenen Kulturen stammen, besonders aus Mesopotamien und Syrien. Viele Gottheiten wurden im Laufe der Zeit den mesopotamischen und syrischen angeglichen, so Šauška der Ištar von Ninive, Teššub dem Wettergott von Aleppo, Kušuḫ dem Mondgott Sîn von Ḫarran und der Sonnengott Šimige dem Šamaš von Sippar. Mit diesen Angleichungen übernahmen sie auch die einheimischen Gemahlinnen, so die syrische Ḫebat als Frau Teššubs bei den Westhurritern, Nikkal als Frau des Mondgottes und Aya als die Frau des Sonnengottes.
Der hurritische Hauptgott war der Wettergott Teššub. Von allen Hurritern verehrt wurden zudem die Liebes- und Kriegsgöttin Šauška, der Korngott Kumarbi, der Mondgott Kušuḫ und der Sonnengott Šimige. Nur bei den Westhurritern verehrt wurden Ḫebat und ihr Sohn Šarrumma, die syrischen Ursprungs sind. Weitere bedeutende Gottheiten waren die Muttergöttinnen Ḫudena Ḫudellura, die syrische Eidgöttin Išḫara und Kubaba sowie der ursprünglich mesopotamische Weisheitsgott Ea (Eya-šarri) und der Totengott Uğur.
Die Gottheiten wurden zumindest bei den Westhurritern in eine männliche und eine weibliche Reihe aufgeteilt, wie unter anderem aus den kaluti-Listen aus Ḫattuša deutlich wird. Der männlichen Reihe (enna turroḫena „männliche Götter“) geht Teššub in verschiedenen Manifestationen voraus und der weiblichen Reihe (enna aštoḫena „weibliche Göttinnen“) Ḫebat mit ihren Kindern. Die Reihenfolge der Götter und Göttinnen ist nicht völlig fest, dennoch zeigen Götterlisten aus Ḫattuša und Ugarit deutliche Gemeinsamkeiten. Auch das Auftreten von Götterkollektiven, besonders der Vatergottheiten (enna attenevena), ist diesen Götterlisten gemeinsam. Von den Osthurritern sind keine solchen Götterlisten bekannt.
Typisch für die Hurriter sind auch Dyaden, das sind Doppelgottheiten, die im Kult zusammen verehrt wurden, so bildeten Ḫebat und ihr Sohn Šarrumma die Dyade Ḫebat-Šarrumma.

## Mythen
Die Hurriter hatten ihre Mythen literarisch ausgestaltet, wobei mesopotamische und syrische Einflüsse deutlich sind. Die wichtigsten Göttermythen gehören zum Kumarbi-Zyklus, der eine Parallele im ugaritischen Baal-Zyklus hat, der erzählt, wie der ugaritische Wettergott Baal zum Hauptgott wurde. Ähnlich behandelt der Kumarbi-Zyklus, wie Teššub die Macht ergriff und festigte, weshalb auch vorgeschlagen wird, besser von einem Teššub-Zyklus zu sprechen. Dieser beginnt mit dem Mythos Königtum im Himmel, wo die Abfolge der ersten Götterkönige – Alalu, Anu und Kumarbi – und ihre Kämpfe kurz geschildert werden, und handelt dann von der Zeugung und Geburt Teššubs. Die folgenden Mythen erzählen, wie der von Teššub gestürzte Kumarbi immer stärkere und mächtigere Gegner zeugt, um Teššub zu vernichten. Zu diesen gehören Ušḫuni („Silber“), der Wasserdrache Ḫedammu und schließlich das Felsungetüm Ullikummi. Auch der Mythos des Schutzgottes, der zeitweilig als Götterkönig eingesetzt wurde, aber die Götteropfer vernachlässigte, dürfte zu diesem Mythenzyklus gehören. Leider sind die meisten Mythen nur bruchstückhaft überliefert.
Neben den Mythen gibt es noch Erzählungen und Legenden, wie die Geschichte von Appu und seinen beiden Söhnen „Schlecht“ und „Gerecht“ und die Erzählung vom Sonnengott und der Kuh. In beiden Legenden tritt der Sonnengott als junger Mann auf. Nur am Rande gehören Heldenepen hierher.

## Kosmologie
Die Hurriter vergöttlichten Erde und Himmel (eše ḫavurne), doch wurden diese nicht als anthropomorphe Gottheiten betrachtet. Sie ruhen seit Urzeiten auf dem Weltriesen Ubelluri, der auch Zeuge war, wie Erde und Himmel mit einer kupfernen Sichel auseinandergeschnitten wurden. In der Abbildung von Yazılıkaya stützen zwei auf der Erde stehende Stiermenschen den Himmel.
Die Toten gehen in die Unterwelt, die von der Göttin Allani beherrscht wird. Hier hausen auch die „Unteren Gottheiten“ (enna turena). Den chthonischen Mächten opferten die Hurriter, indem sie Opfergruben (abi) in die Erde gruben. Die Ahnengottheiten erhielten ebenfalls Opfer.

## Kulte
Die Hurriter kannten Heiligtümer und Tempel, wo sie ihre Gottheiten verehrten. Auffällig ist die Vergöttlichung der Kultgegenstände, wie Räucherschale oder Opfertisch, aber auch der Götterattribute, wie die Waffe Teššubs oder das Bett Ḫebats. Götterbilder wurden gereinigt und gesalbt und herumgetragen. Eine ausführliche Zusammenstellung von westhurritischen Ritualen – vermengt mit luwischen – bietet das hethitische išuwa-Fest.
Gemäß der Zeitepoche und Religion waren magische Handlungen feste Bestandteile von kultischen Ritualen. Besonders Reinigungsrituale nahmen eine wichtige Stellung ein. Die magischen Praktiken ähneln oft sehr stark den mesopotamischen, dies gilt auch für das Orakelwesen. Eine hohe Bedeutung nahm die Leberschau ein.